# Bitwa pod Płoskirowem

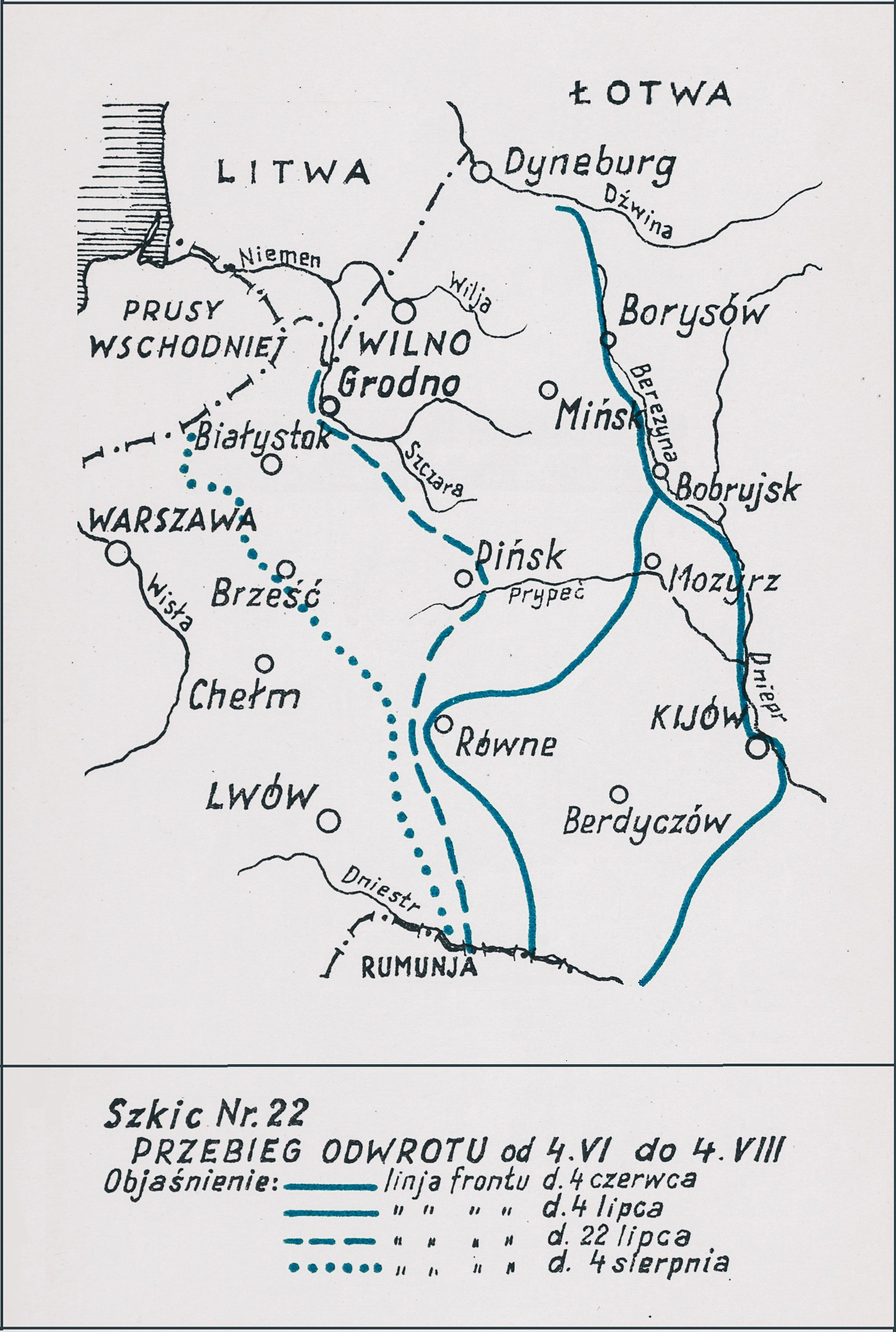
Adam Przybylski,
Wojna polska 1918–1921

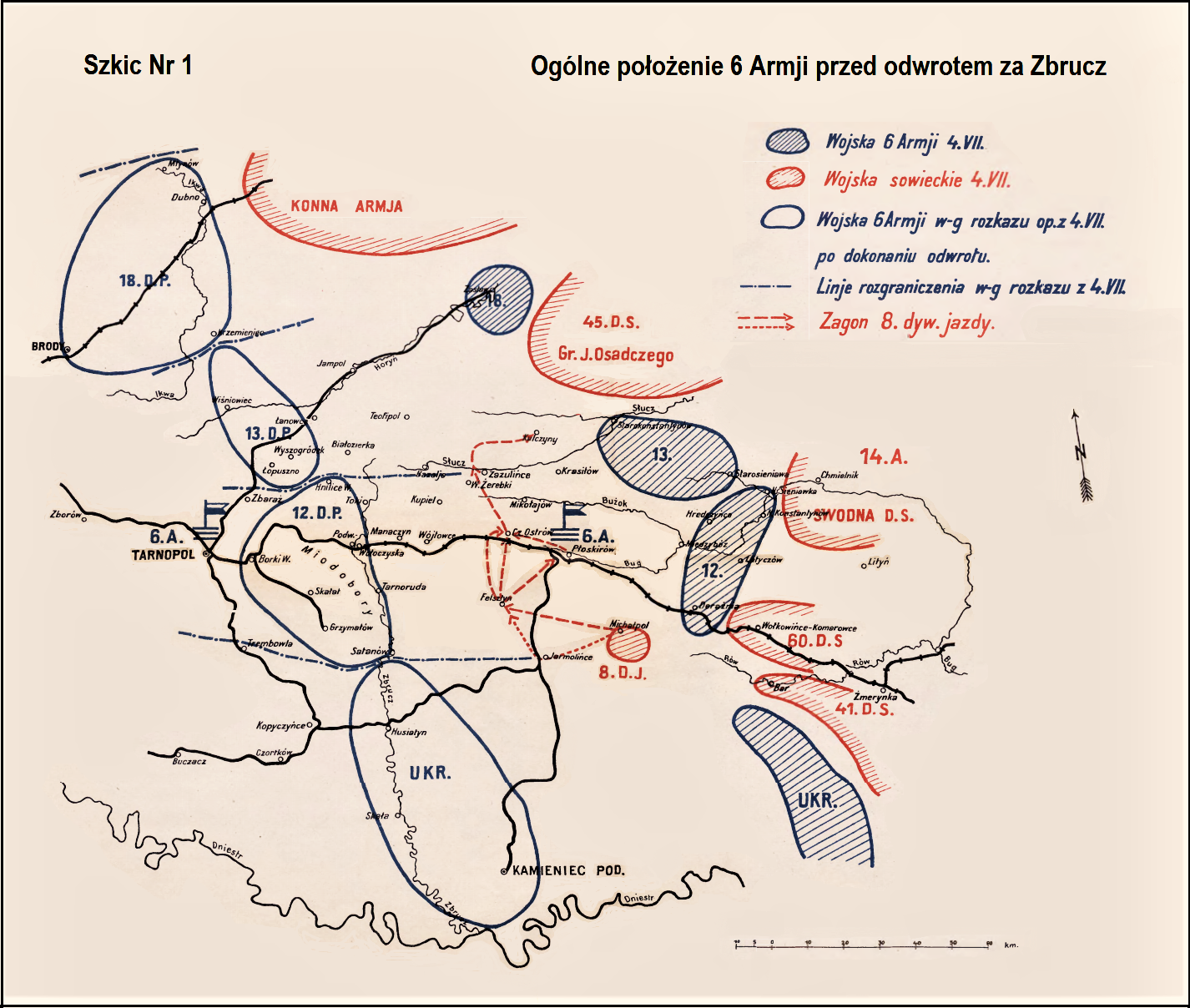
Marian Kukiel,
Bitwa pod Wołoczyskami

Bitwa pod Płoskirowem – walki oddziałów tyłowych 6 Armii z oddziałami sowieckiej 8 Dywizji Kawalerii Witalija Primakowa toczone w okresie ofensywy Frontu Południowo-Zachodniego w czasie wojny polsko-bolszewickiej.

## Sytuacja ogólna
26 maja na Ukrainie wojska sowieckiego Frontu Południowo-Zachodniego przeszły do ofensywy, a już 5 czerwca trzy dywizje sowieckiej 1 Armii Konnej Siemiona Budionnego przełamały trwale polski front pod Samhorodkiem na odcinku obrony grupy gen. Jana Sawickiego. 10 czerwca odwrót spod Kijowa w kierunku na Korosteń rozpoczęła polska 3 Armia. W ostatnich dniach czerwca poszczególne związki operacyjne Frontu Ukraińskiego, dowodzonego już przez gen. Edwarda Rydza-Śmigłego, ugrupowane były w następujący sposób: Armia Ukraińska gen. Michajła Omelianowicza-Pawlenki skupiona była nad Dniestrem, w kierunku granicy z Rumunią, 6 Armia gen. Wacława Iwaszkiewicza-Rudoszańskiego zajmowała odcinek frontu Dniestr–Chmielnik–Lubar, nowo sformowana 2 Armia gen. Kazimierza Raszewskiego znajdowała się na linii rzek Słucz i Horyń, a 3 Armia gen. Edwarda Rydza-Śmigłego rozlokowana była nad Uborcią.
4 lipca oddziały sowieckiej 14 Armii przełamały polską obronę pod Barem i wyszły na tyły 6 Armii.

## Walki pod Płoskirowem
Wykorzystując lukę jaką wybiła w polskiej obronie sowiecka 60 Dywizja Strzelców, dowódca 14 Armii wprowadził do działania 8 Dywizję Kawalerii Czerwonych Kozaków. Ta rozpoczęła zagon na tyły polskiej 6 Armii, 6 lipca podeszła pod Płoskirów i uderzyła na miasto. W tym czasie w Płoskirowie kwaterował sztab polskiej 6 Armii gen. Jana Romera. Dowódca armii zorganizował obronę siłami polskich oddziałów tyłowych i ukraińskich 2 i 4 Brygady Zapasowej Armii URL.
Napotkawszy twardą obronę, 8 Dywizja Kawalerii zrezygnowała z prób zdobycia miasta. Sytuację uratował też fakt ściągnięcia transportem 9 (6?) dywizjonu samochodowego posiłków z 12 Dywizji Piechoty. Po przybyciu do Płoskirowa 2 i 4 kompania 53 pułku piechoty prowadziły natarcie wzdłuż ulic obok dworca kolejowego, wyrzucając nieprzyjaciela z zajętej części miasta. Dopiero wtedy sztab Armii mógł bezpiecznie ewakuować się do Tarnopola.